# Christl Cranz
Christl Franziska Antonia Cranz-Borchers, nemška alpska smučarka, * 1. julij 1914, Bruselj, Belgija, † 28. september 2004, Oberstaufen-Steibis, Nemčija.
Christl Cranz je dominantna alpska smučarka tridesetih let in najuspešnejša tekmovalka na svetovnih prvenstvih v alpskem smučanju. Nastopila je na Zimskih olimpijskih igrah 1936 v Garmisch-Partenkirchnu, kjer je osvojila zlato medaljo v kombinaciji. Na svetovnih prvenstvih je v letih 1934, 1935, 1937, 1938 in 1939 osvojila dvanajst naslovov svetovne prvakinje v smuku, slalomu in kombinaciji, ter še tri naslove svetovne podprvakinje. S tem je rekorderka svetovnih prvenstev v alpskem smučanju tako po številu naslovov svetovne prvakinje, kot po številu osvojenih medalj. Nastopila je tudi na Svetovnem prvenstvu 1941 v Cortini d'Ampezzo, kjer je osvojila še dva naslova svetovne prvakinje in en naslov podprvakinje ter se nato upokojila. Ker je prvenstvo potekalo v času druge svetovne vojne v močno okrnjeni konkurenci, ga Mednarodna smučarska organizacija ne priznava. 